# České výtvarné umění 19. století
České výtvarné umění 19. století hledá inspiraci především v historii, romantických krajinných scenériích a všímá si života obyvatel měst. Svého vrcholu dosáhlo v monumentálním ztvárnění významných událostí národních dějin, portrétní tvorbě, krajinomalbě a některých oborech užitého umění (porcelán, sklo, šperk s českými granáty).

## Historické souvislosti
Dočasné zrušení Jezuitského řádu papežem Klementem XIV. (1773–1814), provázené v českých zemích přechodným snížením úrovně vyššího školství, ale také otevřením první veřejné c. k. Universitní knihovny v Praze roku 1777, a dále josefínské reformy z roku 1781, osvícenství a sekularizace státního uspořádání spojené s podřízením církve státu a zrušením řady řeholních řádů a klášterů ovlivnily přímo i výtvarné umění na počátku 19. století.
Dramaticky poklesl počet církevních zakázek, ale také světských objednávek, vlivem napoleonských válek a státního bankrotu. Centralizace moci vedla ke stěhování šlechty - dalších významných objednatelů uměleckých děl - do Vídně. Zavedení němčiny jako úředního jazyka posílilo úsilí o české národní obrození i ve městech.
Roku 1769 vznikla Královská česká společnost nauk, v roce 1796 byla založena Společnost vlasteneckých přátel umění a roku 1799 Akademie jako vysoká škola pro výuku malířství. Uměleckoprůmyslová škola byla založena teprve roku 1885 a spolu s reformovanou Akademií (1896) ovlivnila zejména generaci Národního divadla.

## Vývoj umění v 19. století

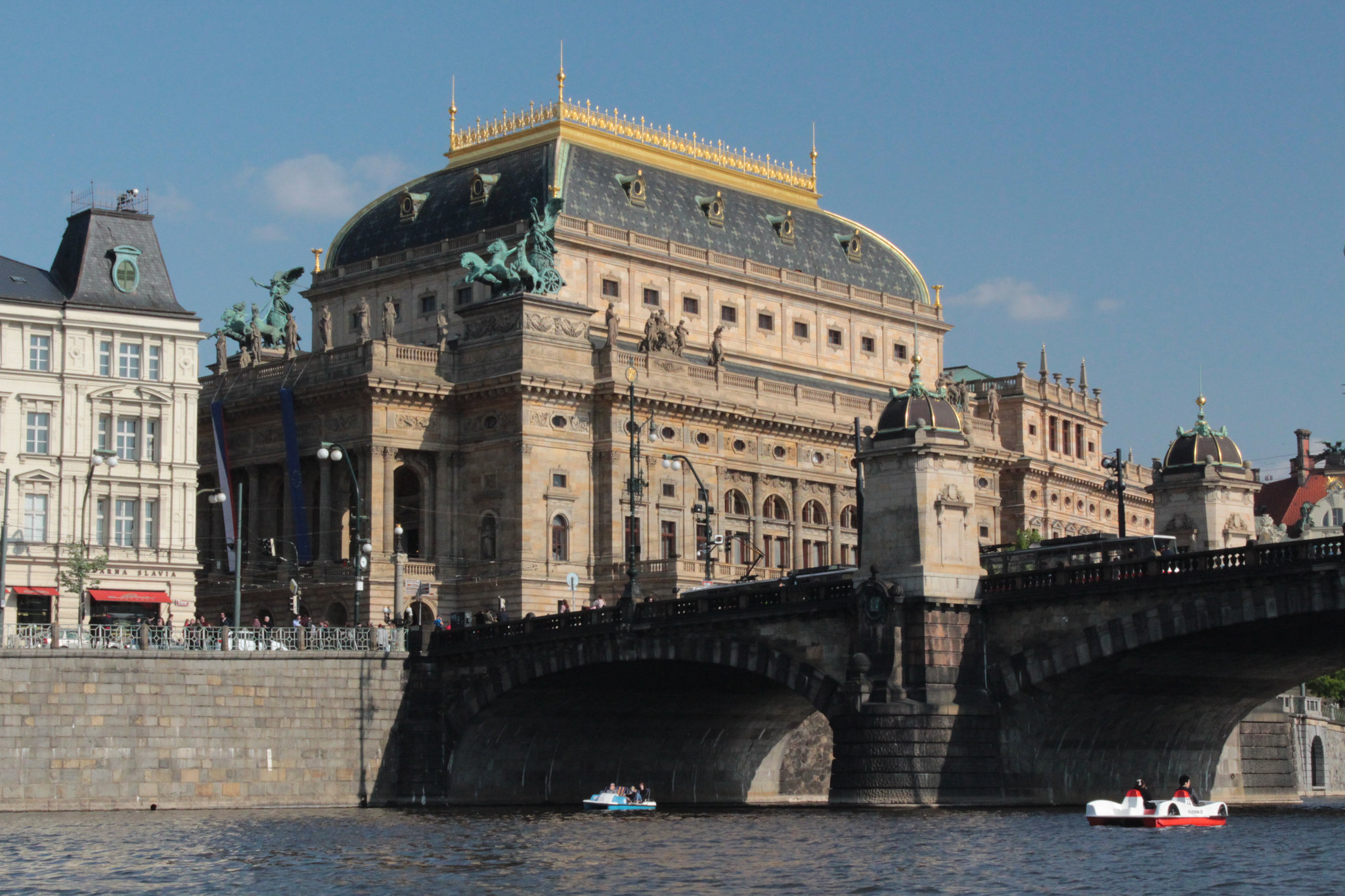
Josef Zítek, Budova Národního divadla v Praze

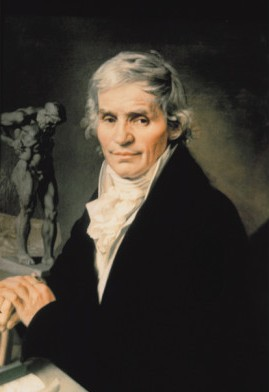
Antonín Mchek, Portrét sochaře Josefa Malínského

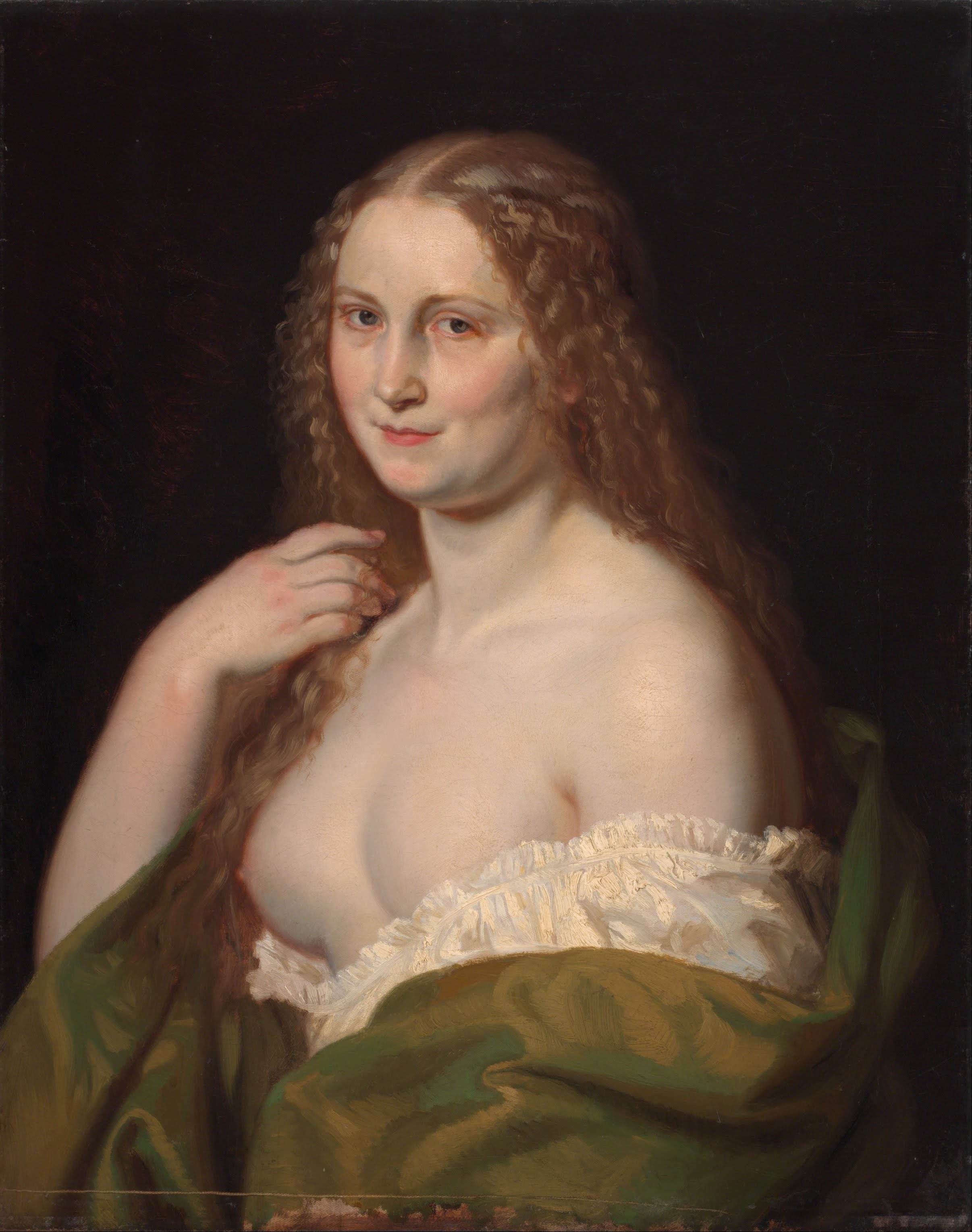
Josef Mánes, Josefína (1855)

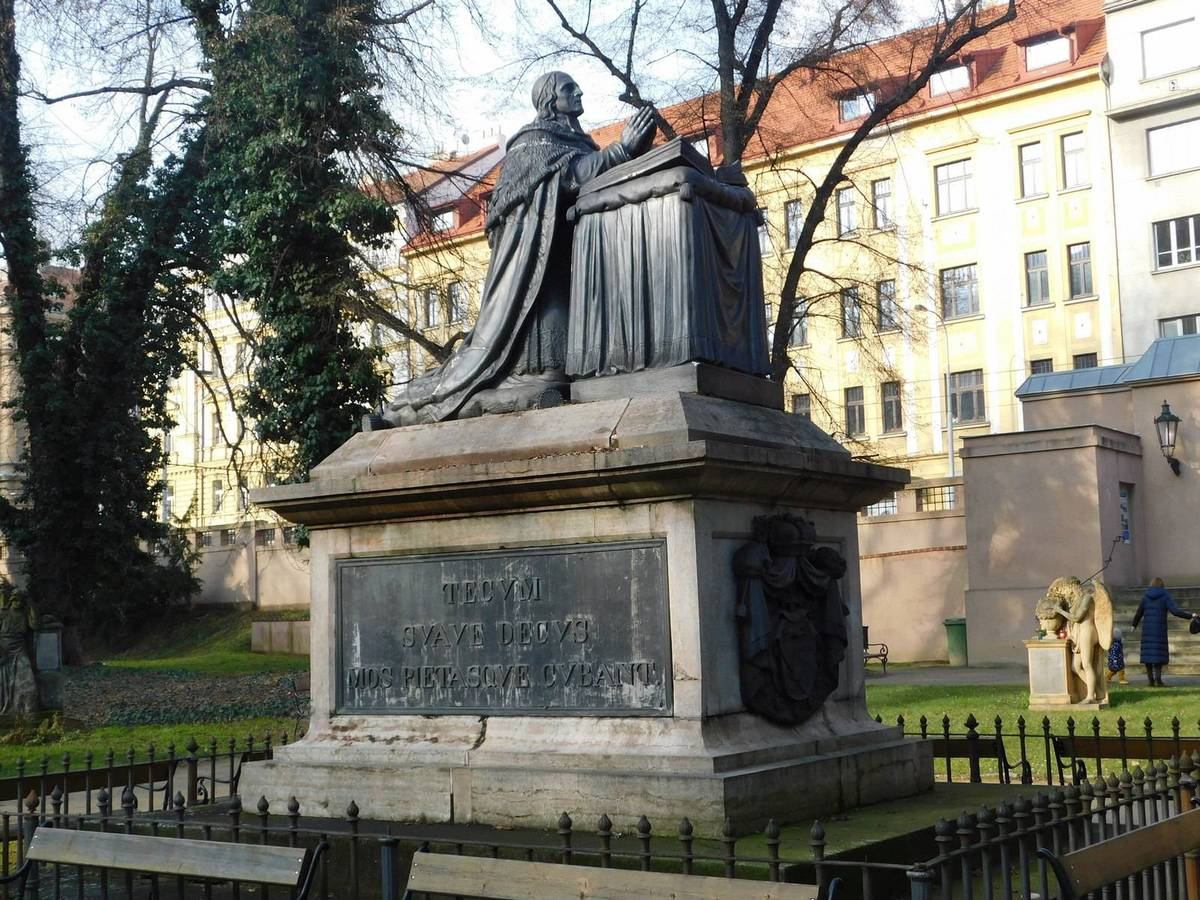
Václav Prachner, Socha Leopolda Thun-Hohensteina na Malostranském hřbitově v Praze

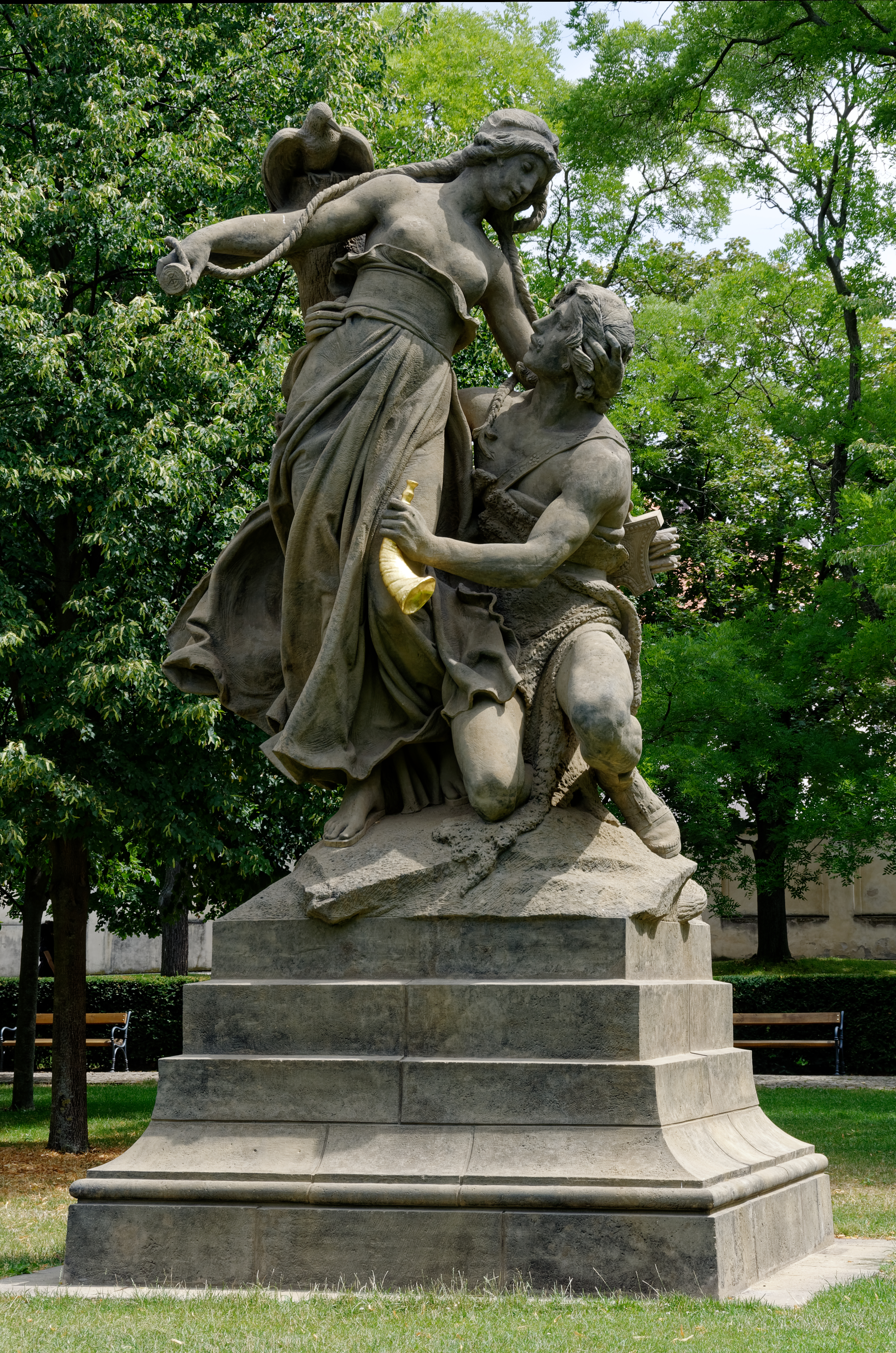
Josef Václav Myslbek (1895): Ctirad a Šárka, Vyšehrad

### Architektura a užité umění
V závěru baroka se architekti vrátili k inspiraci antikou a na přelomu 18. a 19. století navrhovali klasicistní stavby paláců, zámků a kostelů, uplatňující sloupový řád odvozený z klasické řecké architektury nebo římské předlohy podle Vitruvia (Zámek Kačina). Neoklasicistní sloh byl dominantní v první polovině 19. století, pod francouzským vlivem bývá označován empír. 
Výrazně se v Evropě od klasicismu začal prosazovat český porcelán ze Slavkova (od 1792), Klášterce nad Ohří (od 1794), z Lokte (1815), Karlovarska či z Prahy (1834). Jako nový materiál pro mříže, konstrukční prvky architektury, sochy i drobné předměty se, počínaje klasicismem, uplatnila železná litina z Komárova a z Blanska.
Souběžně s klasicismem byl, zejména od konce 30. let zaváděn romantický historizmus, jednak vyšlý z anglické tudorovské gotiky (například zámek Hluboká,  , Hrádek u Nechanic nebo Josefská kasárna a jejich stáje v Praze), jindy podnícený exotikou altánů či pagod Dálného Východu, která se poprvé v repertoáru evropských designérů objevila již v rokoku. Od Vídeňského kongresu (1815) do druhé čtvrtiny 19. století se v některých uměleckých disciplínách, zejména v užitém umění, prosadil měšťanský sloh, označovaný jako biedermeier. Na venkově se nová zděná architektura statků a domů ještě inspirovala volutovými štíty a branami barokích statků (tzv. selské baroko, například Vlastějovice).
Ve druhé polovině 19. století převládl obnovený zájem o historické slohy, jednak o obnovu středověkých památek v duchu purismu, častěji romantické novostavby paláců a zámků a zařízení jejich interiérů ve stylu historismu, buď (novogotiky, nebo novobaroka, často v eklekticismu, který prvky všech slohů kombinoval. 
Někdy bývá rozlišeno období tzv. přísného historismu (1860–1880) a pozdního historismu (do počátku 20. století), jež existovalo souběžně s pozdním romantismem. Především se v letech 1860–1890 prosadila novorenesance (Národní divadlo, Národní muzeum
V závěru století se ve vnější dekoraci výrazně prosadily eklektické historizující slohy. Období hojně reprezentované výstavbou městských činžovních domů a posíleno secesním dekorem trvalo až do vypuknutí první světové války, která všechny aktivity ukončila. 
Zhruba od poloviny 19. století se do českého stavebnictví začal promítat vliv průmyslové revoluce, vznikla řada průmyslových staveb (Negrelliho viadukt, 1850). Novými konstrukčními materiály se staly ocel, železná litina, a sklo (například skleník v Lednici, 1845, Petřínská rozhledna, 1891). 
Na přelomu století se v architektuře i v užitém umění po vzoru francouzského stylu Art Nouveau a vídeňské secese uplatnil moderní styl s výraznou ornamentální stylizací, vznikaly první secesní budovy (například hotel Central v Praze nebo Štencův dům).

### Malířství a sochařství
Koncem 18. století se v rokokové malbě a sochařství objevují novoklasicistní prvky a časný (historizujíci) romantismus. Na počátku 19. století převzala úlohu hlavních objednavatelů uměleckých děl nová střední třída bohatnoucích měšťanů, která dávala přednost portrétům, krajinám a žánrovým obrázkům. Pro nedostatek veřejných zakázek se někteří malíři živili jako obchodníci a sochařské dílny se věnovaly uměleckému řemeslu a náhrobní plastice.
Vývoj malířství ovlivnilo založení Akademie roku 1799 a její první ředitel Josef Bergler, čelný představitel akademického neoklasicismu, který pořídil sbírku sádrových kopií antických soch a zavedl grafickou dílnu, ze které vyšla první generace rytců a litografů 19. století. Po něm převzali vedení Akademie Václav Mánes (1835) a František Tkadlík (1836–1840) a počátkem 40. let Christian Ruben (1840–1852), který se předtím prosadil jako autor historické malby a do Prahy přinesl německý romantismus. První krajináři se vyučili soukromě u Norberta Grunda. Jejich následovníci byli většinou žáky krajinářské školy Akademie, kterou vedl nejprve Karl Postl (1806–1818), jeho žák Antonín Mánes (1836–1843) a po něm Maximilian Joseph Haushofer (1849–1866), pozvaný do Prahy svým švagrem a rektorem Akademie Rubenem. Další významnou krajinářskou školu založil Haushoferův žák Julius Mařák (1887–1899).
Žáci pražské Akademie často odcházeli k absolutoriu na akademii do Vídně, nebo do Mnichova, úspěšní se hlásili o Klárovo stipendium v Římě.
Krajinářský romantismus a tzv. Druhé rokoko ve figurální malbě se plně rozvinuly kolem poloviny 19. století. Malíři, kteří studovali v Paříži, se po roce 1850 přiklonili k realismu. V českých zemích ale elementy romantismu přetrvaly v malířství až do konce 19. století jako neoromantismus.
Generaci Národního divadla v 80. letech tvořili zejména umělci, kteří se školili nebo žili v zahraničí a byli ovlivněni renesancí a francouzským neoklasicismem.
Akademický klasicismus, převládající v monumentální sochařské tvorbě do poloviny 19. století, byl typický pro dílnu bratří Maxů, která získávala většinu zakázek a zaměstnávala další sochaře. V polovině 19. století se prvky romantismu objevují v díle Václava Levého a později u Josefa Maudera. Jistý vliv na následující generaci měla v druhé polovině století sochařská dílna a pedagogické působení Tomáše Seidana, který opustil akademický klasicismus směrem k realismu. Zakladatelem realistického sochařství a prvního sochařského ateliéru na Akademii byl až Josef Václav Myslbek. 
Na samém konci století se objevil ve všech oborech umění nový umělecký styl Art Nouveau (Secese) a některé směry v malířství a sochařství, které předznamenaly moderní umění 20. století (symbolismus, impresioniosmus).

## Malíři, kreslíři a grafici
podle data narození
- Václav Bernard Ambrosi (1725–1806)
- Christian Seckel (1725–1811)
- Johann Jakob Quirin Jahn (1739–1802)
- František Xaver Procházka (1746–1815)
- Ludwig Kohl (1746–1821)
- Řehoř Balzer (1747–1824)
- Josef Bergler (1753–1829)
- Jan Berka (1759–1838)
- Václav Führich (1768–1836)
- Jan Karel Balzer (1769–1805)
- Karl Postl (1769–1818)
- Antonín Karel Balzer (1771–1807)
- Antonín Machek (1775–1844)
- František Horčička (1776–1858)
- Antonín Pucherna (1776–1852)
- Josef Karel Burde (1779–1848)
- Johanna Salm-Reifferscheidt (1780–1857)
- Josef Jan Alois Drda (1782–1833)
- Václav Alois Berger (1783–1824)
- Ludvík Arnošt Buquoy (1783–1834)
- František Kristian Waldherr (1784–1835)
- Antonín Mánes (1784–1843)
- František Tkadlík (1786–1840)
- Jiří Döbler (1788–1845)
- August Friedrich Piepenhagen (1791–1868)
- Antonín Langweil (1791–1837)
- Jakob Ginzel (1792–1862)
- Leopold August Friese (1793–1846)
- Antonín Jan Gareis st. (1793–1863)
- Josef Šembera (1794–1866)
- Franz Nadorp (1794–1876)
- Josef Matěj Navrátil (1798–1865)
- Josef Führich (1800–1876)
- Karel Robert Croll (1800–1863)
- Karel Brantl (1801–1871)
- Vincenc Morstadt (1802–1875)
- Šimon Jakub Arkeles (1803–1875)
- František Barbarini (1804–1873)
- Christian Ruben (1805–1875)
- Adalbert Stifter (1805–1868)
- Josef Bekel (1806–1865)
- Karel Würbs (1807–1876)
- Josef Vojtěch Hellich (1807–1880)
- August Carl Joseph Corda (1809–1849)
- Maximilian Joseph Haushofer (1811–1866)
- Louisa Berková (1811–1877)
- Antonín Lhota (1812–1905)
- Emanuel Rom (1812–1878)
- Václav Anderle (1814–1849)
- Karel Javůrek (1815–1909)
- August Carl Haun (1815–1894)
- Amalie Mánesová (1817–1883)
- Antonín Liehm (1817–1860)
- Antonín Dvořák (1817–1881)
- Jan Adolf Brandeis (1818–1872)
- Josef Mánes (1820–1871)
- Emanuel Dítě (1820–1872)
- Eduard Herold (1820–1895)
- Bedřich Wachsmann (1820–1897)
- Charlotte Weyrother-Mohr Piepenhagen (1821–1902)
- Bedřich Anděl (1821–1895)
- Bedřich Havránek (1821–1899)
- Josef Hilbert (1821–1897)
- Jan Nowopacký (1821–1908)
- František Čermák (1827–1884)
- Josef Matyáš Trenkwald (1824–1897)
- Alois Bubák (1824–1879)
- Karel Svoboda (1824–1870)
- Julius Theodor Gruss (1825–1865)
- Václav Kroupa (1825–1895)
- Friedrich Friedländer (1825–1901)
- Leopold Stephan (1826–1890)
- Vojtěch Brechler (1826–1890)
- Josef Farský (1826–1889)
- Soběslav Hippolyt Pinkas (1827–1901)
- Jan Václav Kautský (1827–1896)
- Ludvík Jaroslav Bernard (1827–1882)
- Quido Mánes (1828–1880)
- Bohuslav Kroupa (1828–1912)
- Adolf Kratochvíl (1828–1876)
- Adolf Kosárek (1830–1859)
- Jaroslav Čermák (1830–1878)
- Petr Maixner (1831–1884)
- Wilhelm Riedel (1832–1876)
- Ernst Gustav Doerell (1832–1877)
- Julius Mařák (1832–1901)
- Karel Purkyně (1834–1868)
- Viktor Barvitius (1834–1902)
- Karel Schicho (1834–1908)
- František Ludvík Duchoslav (1834–1909)
- Anton Waldhauser (1835–1913)
- František Bohumír Zvěřina (1835–1908)
- Adolf Chwala (1836–1895?)
- Emil Johann Lauffer (1837–1909)
- Hugo Ullik (1838–1881)
- Leopold Ferber (1838–1912)
- Gabriel Max (1840–1915)
- Alois Kirnig (1840–1911)
- Michael Haubtmann (1843–1921)
- Beneš Knüpfer (1844–1910)
- Antonín Lewý (1845–1897)
- Josef Tulka (1846–1882)
- Josef Mathauser (1846–1917)
- Fanny Assenbaumová (1846–1901)
- Albín Lhota (1847–1889)
- Antonín Chittussi (1847–1891)
- Antonie (Antonietta) Brandeis (1848–1926)
- František Ženíšek (1849–1916)
- Alfred Seifert (1850–1901)
- Václav Brožík (1851–1901)
- Karel Liebscher (1851–1906)
- Mikoláš Aleš (1852–1913)
- Emanuel Krescenc Liška (1852–1903)
- Vojtěch Hynais (1854–1925)
- Maxmilián Pirner (1854–1924)
- Hanuš Schwaiger (1854–1912)
- Václav Sochor (1855–1935)
- Jakub Schikaneder (1855–1924)
- Lev Lerch (1856–1892)
- Jindřich Bubeníček (1856–1935)
- Felix Jenewein (1857–1905)
- Adolf Liebscher (1857–1919)
- Josef Bosáček (1857–1934)
- Zdenka Braunerová (1858–1934)
- Helena Emingerová (1858–1943)
- Vojtěch Bartoněk (1859–1908)
- Jaroslav Věšín (1859–1915)
- Václav Jansa (1859–1913)
- Alfons Mucha (1860–1939)
- Oskar Fiala (1860–1918)
- Joža Uprka (1861–1940)
- Augustin Němejc (1861–1938)
- Václav Březina (1862–1906)
- František Dvořák (Brunner) (1862–1927)
- Jan Bedřich Minařík (1862–1937)
- Josef Bárta (1864–1919)
- Hermine Ginzkey (1864–1933)
- Luděk Marold (1865–1898)
- Karel Vítězslav Mašek (1865–1927)
- Věnceslav Černý (1865–1936)
- František Bohumil Doubek (1865–1952)
- František Kaván (1866–1941)
- Josef Douba (1866–1928)
- Bohuslav Dvořák (1867–1951)
- Ferdinand Engelmüller (1867–1924)
- Pavel Bergner (1869–1912)
- Josef Ullmann (1870–1922)
- Hugo Baar (1873–1912)
- Otakar Lebeda (1877–1901)
- Augustin Satra (1877–1909)

## Sochaři
podle data narození
- Josef Malínský (1752–1827)
- František Xaver Lederer (1758–1811)
- Václav Prachner (1784–1832)
- Dominik Zafouk (1795–1878)
- Ludwig Schwanthaler (1802–1848)
- Josef Max (1804–1855)
- Emanuel Max (1810–1901)
- Ferdinand Pischelt (1811–1852)
- Eduard Veselý (1817–1892)
- Ernst Bruno Johannes Popp (1819–1883)
- Václav Levý (1820–1870)
- Josef Kamil Alois Böhm (1828–1862)
- Tomáš Seidan (1830–1890)
- Anton Wildt (1830–1883)
- Antonín Pavel Wagner (1834–1895)
- Ludvík Šimek (1837–1886)
- Bohuslav Schnirch (1845–1901)
- Josef Václav Myslbek (1848–1922)
- Antonín Procházka (1849–1903)
- Antonín Popp (1850–1915)
- Bernard Otto Seeling (1850–1895)
- Josef Strachovský (1850–1913)
- Josef Mauder (1854–1920)
- František Hergesel Jn. (1857–1929)
- Vilím Amort (1864–1913)
- Čeněk Vosmík (1870–1944)
- Ladislav Šaloun (1870–1946)
- Gustav Zoula (1871–1915)